# Musische Gesellschaft
Die Musische Gesellschaft mit Sitz auf Burg Fürsteneck ist ein gemeinnütziger eingetragener Verein.
Die Gesellschaft veranstaltet jedes Jahr einige Wochenendseminare sowie mehrere Arbeitswochen speziell oder generationenübergreifend für Schüler, Jugendliche, Erwachsene, Familien und Ältere. 
Die Veranstaltungen werden entweder in eigener Verantwortung oder zusammen mit anderen Trägern durchgeführt. 
Inhalte der Arbeit sind Chor, Tanz (Kanon-, Lauf- und vor allem Kontratanz), Bewegungserfindung, Improvisation (instrumental, vokal), Instrumentalmusik aus allen Stilepochen, Übungen zum Hören und Realisieren Neuer Musik, bildnerisches Gestalten, darstellendes Spiel u. a. m.
Innerhalb dieser Arbeit stellen die Beschäftigung mit den Grundlagen der einzelnen Bereiche sowie den Querverbindungen zwischen ihnen wichtige Schwerpunkte dar.
Durch Fragestellungen, die in den verschiedenen Gebieten akut werden und welche die Teilnehmer und Mitarbeiter der Veranstaltungen ins Gespräch bringen, sind die Inhalte und Arbeitsweisen in einer kontinuierlichen Weiterentwicklung begriffen.
Überdies finden pädagogische Tagungen statt, die der praktischen und theoretischen Klärung dieser Fragen dienen.

## Geschichte
Nach dem Zweiten Weltkrieg fanden sich in Westdeutschland Freunde des Musikheims Frankfurt (Oder) zusammen, dessen Leiter Georg Götsch bis 1942 gewesen war. Nachdem sehr schnell abzusehen war, dass in Frankfurt Oder die musischen Semester nicht weitergeführt werden konnten, fand die Umbenennung in Musische Gesellschaft statt.
Die musische Bildungsarbeit führte Georg Götsch mit verschiedenen Mitarbeitern an verschiedenen Orten fort (z. B. Jugenheim). Schon 1952 fand die Musische Gesellschaft dann einen dauerhaften Sitz auf Burg Fürsteneck, die als Heimvolkshochschule neu gegründet worden war. 
Geblieben sind die Wurzeln in der Jugendmusikbewegung, doch traten bald auch neue Elemente hinzu (Improvisation, kreatives Schreiben u. a.).

## Sinn und Zweck
Aus der Jugendmusikbewegung stammt das Bekenntnis zur Bedeutung des Selbertuns im musischen Bereich: nur über eigene Musizier-, Sing- oder Tanzerfahrung etwa sollen sich die einzelnen Kunstsparten dem Menschen persönlich erschließen können. Damit stand das Programm in den 70er und 80er Jahren in einem gewissen Gegensatz zur vorherrschenden Musikpädagogik an allgemeinbildenden Schulen, wo das analytische Moment dominieren sollte.
Neben dem Selbertun geht es in den Kursen der Musischen Gesellschaft aber auch immer um das Zusammenführen der unterschiedlichen, oft getrennt wahrgenommenen Kunstsparten. 
Dies sei beispielhaft verdeutlicht: der tänzerische Gestus mancher Kunstmusik erschließt sich dem Musiker erst, wenn er die zugrundeliegenden Tänze auch einmal selbst getanzt hat, eine gesanglich komponierte Instrumentalmusik kann nur von dem Musiker adäquat wiedergegeben werden, wenn er selbst über einige sängerische Erfahrung verfügt, der improvisatorische Gestus in einigen Kompositionen kann nur mit eigenen freien Improvisationserfahrungen angemessen interpretiert werden.

## Stiftung Musische Bildung
Die in den letzten Jahren deutlich gestiegenen Tagessätze in geeigneten Tagungshäusern machen eine finanzielle Unterstützung von Teilnehmern zunehmend wichtig. 
Deswegen wurde 2002 die Stiftung Musische Bildung ins Leben gerufen. Sie ermöglicht auch Geringverdienenden oder finanziell besonders belasteten Kreisen die Teilnahme an musischen Kursen und hält auch Mittel zur Weiterbildung der Referenten bereit.

## Publikationen
Mitteilungen (erscheinen 2- bis 3-mal im Jahr) und enthalten Berichte von Veranstaltungen, Ankündigungen, allgemeine Vereinsnachrichten, Protokolle u. ä.